# Triplophyllum dimidiatum
Triplophyllum dimidiatum är en ormbunkeart som först beskrevs av Georg Heinrich Mettenius och Oskar Kuhn, och fick sitt nu gällande namn av Holtt. Triplophyllum dimidiatum ingår i släktet Triplophyllum och familjen Tectariaceae. Inga underarter finns listade.